# Puccinia allii
Puccinia allii ist eine Ständerpilzart aus der Ordnung der Rostpilze (Pucciniales). Der Pilz ist ein Endoparasit verschiedener Lauche. Symptome des Befalls durch die Art sind Rostflecken auf den Blättern der Wirtspflanzen. Das Verbreitungsgebiet umfasst ein holarktisches Areal.

## Merkmale

### Makroskopische Merkmale
Puccinia allii ist mit bloßem Auge nur anhand der auf der Oberfläche des Wirtes hervortretenden Sporenlagern zu erkennen. Sie wachsen in Nestern, die als rötliche bis braune Flecken auf den Blattoberflächen erscheinen.

### Mikroskopische Merkmale
Das Myzel von Puccinia allii wächst wie bei allen Puccinia-Arten interzellulär und bildet Saugfäden, die in das Speichergewebe des Wirtes wachsen. Pyknien und Aecidien sind für die Art nicht bekannt. Die Uredien sind länglich bis rund. Ihre Uredosporen sind kugelig über eiförmig bis ellipsoid, 18–32 × 18–24 µm groß und warzig. Sie weisen fünf bis zehn Keimporen auf. Die Telien der Art sind rundlich oder länglich. Die Teleutosporen sind meist zwei-, selten drei- oder einzellig, variabel geformt und 25–85 × 15–26 µm groß; ihre Stiele sind kurz und farblos.

## Artabgrenzung
Puccinia porri ist sehr ähnlich und wird oft als Synonym angesehen. Dieser hat ein- bis zweizellige Teliosporen in den Telien, die keine Paraphysen besitzen.

## Verbreitung
Das Artareal von Puccinia allii umfasst die gesamte Nordhalbkugel.

## Ökologie
Die Wirtspflanzen von Puccinia allii sind diverse Lauche (Allium spp.). Der Pilz ernährt sich von den im Speichergewebe der Pflanzen vorhandenen Nährstoffen, seine Sporenlager brechen später durch die Blattoberfläche und setzen Sporen frei. Die Art verfügt über einen Entwicklungszyklus mit Uredien und Telien. Der Pilz überwintert an befallenen Pflanzenresten oder an Porreestangen, die über Winter im Beet stehen bleiben, bzw. an in der Nähe wachsendem Schnittlauch. Befallene Pflanzenreste sollten daher nicht auf den Kompost.